# 5.ª etapa do Giro d'Italia de 2021
A 5.ª etapa do Giro d'Italia de 2021 teve lugar a 12 de maio de 2021 entre Módena e Cattolica sobre um percurso de 177 km e foi vencida ao sprint pelo australiano Caleb Ewan da equipa Lotto Soudal. O italiano Alessandro De Marchi conseguiu manter a liderança.

## Classificação da etapa
| Módena - Cattolica | etapa plana | (177 km) |

| \| Classificação por etapas \| Classificação por etapas \| Classificação por etapas \| Classificação por etapas \| Classificação por etapas \| \| Ciclista \| Ciclista \| Equipe \| Tempo \| \| \| ------------------------ \| ------------------------ \| ---------------------------------- \| ------------------------ \| ------------------------ \| \| 1. \| Caleb Ewan \| Lotto-Soudal \| 4h07m01s \| \| \| 2. \| Giacomo Nizzolo \| Qhubeka Assos \| + 0s \| \| \| 3. \| Elia Viviani \| Cofidis \| + 0s \| \| \| 4. \| Peter Sagan \| Bora-Hansgrohe \| + 0s \| \| \| 5. \| Fernando Gaviria \| UAE Team Emirates \| + 0s \| \| \| 6. \| Matteo Moschetti \| Trek-Segafredo \| + 0s \| \| \| 7. \| Andrea Pasqualon \| Intermarché-Wanty-Gobert Matériaux \| + 0s \| \| \| 8. \| Dylan Groenewegen \| Jumbo-Visma \| + 0s \| \| \| 9. \| Manuel Belletti \| Eolo-Kometa \| + 0s \| \| \| 10. \| Davide Cimolai \| Israel Start-Up Nation \| + 0s \| \| |                   |                                    |          |
| |                   |                                    |          |
| Fonte: ProCyclingStats |                   |                                    |          |
| Classificação por etapas |                   |                                    |          |
| Ciclista | Ciclista          | Equipe                             | Tempo    |
| 1. | Caleb Ewan        | Lotto-Soudal                       | 4h07m01s |
| 2. | Giacomo Nizzolo   | Qhubeka Assos                      | + 0s     |
| 3. | Elia Viviani      | Cofidis                            | + 0s     |
| 4. | Peter Sagan       | Bora-Hansgrohe                     | + 0s     |
| 5. | Fernando Gaviria  | UAE Team Emirates                  | + 0s     |
| 6. | Matteo Moschetti  | Trek-Segafredo                     | + 0s     |
| 7. | Andrea Pasqualon  | Intermarché-Wanty-Gobert Matériaux | + 0s     |
| 8. | Dylan Groenewegen | Jumbo-Visma                        | + 0s     |
| 9. | Manuel Belletti   | Eolo-Kometa                        | + 0s     |
| 10. | Davide Cimolai    | Israel Start-Up Nation             | + 0s     |

## Classificações ao final da etapa
- As classificações finalizaram da seguinte forma:[2]

### Classificação geral(Maglia Rosa)
| \| Classificação geral \| Classificação geral \| Classificação geral \| Classificação geral \| Classificação geral \| \| Ciclista \| Ciclista \| Equipe \| Tempo \| \| \| ------------------- \| -------------------- \| ---------------------- \| ------------------- \| ------------------- \| \| 1. \| Alessandro De Marchi \| Israel Start-Up Nation \| 17h57m45s \| \| \| 2. \| Louis Vervaeke \| Alpecin-Fenix \| + 42s \| \| \| 3. \| Nelson Oliveira \| Movistar Team \| + 48s \| \| \| 4. \| Attila Valter \| Groupama-FDJ \| + 1m00s \| \| \| 5. \| Nicolas Edet \| Cofidis \| + 1m15s \| \| \| 6. \| Aleksandr Vlasov \| Astana-Premier Tech \| + 1m24s \| \| \| 7. \| Remco Evenepoel \| Deceuninck-Quick Step \| + 1m28s \| \| \| 8. \| Alberto Bettiol \| EF Education-Nippo \| + 1m37s \| \| \| 9. \| Hugh Carthy \| EF Education-Nippo \| + 1m38s \| \| \| 10. \| Egan Bernal \| Ineos Grenadiers \| + 1m39s \| \| |                      |                        |           |
| |                      |                        |           |
| Fonte: ProCyclingStats |                      |                        |           |
| Classificação geral |                      |                        |           |
| Ciclista | Ciclista             | Equipe                 | Tempo     |
| 1. | Alessandro De Marchi | Israel Start-Up Nation | 17h57m45s |
| 2. | Louis Vervaeke       | Alpecin-Fenix          | + 42s     |
| 3. | Nelson Oliveira      | Movistar Team          | + 48s     |
| 4. | Attila Valter        | Groupama-FDJ           | + 1m00s   |
| 5. | Nicolas Edet         | Cofidis                | + 1m15s   |
| 6. | Aleksandr Vlasov     | Astana-Premier Tech    | + 1m24s   |
| 7. | Remco Evenepoel      | Deceuninck-Quick Step  | + 1m28s   |
| 8. | Alberto Bettiol      | EF Education-Nippo     | + 1m37s   |
| 9. | Hugh Carthy          | EF Education-Nippo     | + 1m38s   |
| 10. | Egan Bernal          | Ineos Grenadiers       | + 1m39s   |

### Classificação por pontos(Maglia Ciclamino)
| Classificação por pontos | Classificação por pontos | Classificação por pontos           | Classificação por pontos | Classificação por pontos |
| Ciclista                 | Ciclista                 | Equipe                             | Pontos                   |                          |
| ------------------------ | ------------------------ | ---------------------------------- | ------------------------ | ------------------------ |
| 1.                       | Giacomo Nizzolo          | Qhubeka Assos                      | 72 pts                   |                          |
| 2.                       | Elia Viviani             | Cofidis                            | 68 pts                   |                          |
| 3.                       | Tim Merlier              | Alpecin-Fenix                      | 58 pts                   |                          |
| 4.                       | Caleb Ewan               | Lotto-Soudal                       | 56 pts                   |                          |
| 5.                       | Peter Sagan              | Bora-Hansgrohe                     | 50 pts                   |                          |
| 6.                       | Filippo Tagliani         | Androni Giocattoli-Sidermec        | 39 pts                   |                          |
| 7.                       | Davide Cimolai           | Israel Start-Up Nation             | 31 pts                   |                          |
| 8.                       | Fernando Gaviria         | UAE Team Emirates                  | 30 pts                   |                          |
| 9.                       | Taco van der Hoorn       | Intermarché-Wanty-Gobert Matériaux | 28 pts                   |                          |
| 10.                      | Filippo Fiorelli         | Bardiani CSF Faizanè               | 28 pts                   |                          |

### Classificação da montanha(Maglia Azzurra)
| Classificação da montanha | Classificação da montanha | Classificação da montanha          | Classificação da montanha | Classificação da montanha |
| Ciclista                  | Ciclista                  | Equipe                             | Pontos                    |                           |
| ------------------------- | ------------------------- | ---------------------------------- | ------------------------- | ------------------------- |
| 1.                        | Joe Dombrowski            | UAE Team Emirates                  | 18 pts                    |                           |
| 2.                        | Vincenzo Albanese         | Eolo-Kometa                        | 16 pts                    |                           |
| 3.                        | Rein Taaramäe             | Intermarché-Wanty-Gobert Matériaux | 13 pts                    |                           |
| 4.                        | Alessandro De Marchi      | Israel Start-Up Nation             | 10 pts                    |                           |
| 5.                        | Francesco Gavazzi         | Eolo-Kometa                        | 9 pts                     |                           |
| 6.                        | Simon Pellaud             | Androni Giocattoli-Sidermec        | 6 pts                     |                           |
| 7.                        | Christopher Juul-Jensen   | BikeExchange                       | 6 pts                     |                           |
| 8.                        | Lars van den Berg         | Groupama-FDJ                       | 6 pts                     |                           |
| 9.                        | Filippo Fiorelli          | Bardiani CSF Faizanè               | 6 pts                     |                           |
| 10.                       | Louis Vervaeke            | Alpecin-Fenix                      | 5 pts                     |                           |

### Classificação dos jovens(Maglia Bianca)
| Classificação dos jovens | Classificação dos jovens | Classificação dos jovens | Classificação dos jovens | Classificação dos jovens |
| Ciclista                 | Ciclista                 | Equipe                   | Tempo                    |                          |
| ------------------------ | ------------------------ | ------------------------ | ------------------------ | ------------------------ |
| 1.                       | Attila Valter            | Groupama-FDJ             | 17h58m45s                |                          |
| 2.                       | Aleksandr Vlasov         | Astana-Premier Tech      | + 24s                    |                          |
| 3.                       | Remco Evenepoel          | Deceuninck-Quick Step    | + 28s                    |                          |
| 4.                       | Egan Bernal              | Ineos Grenadiers         | + 39s                    |                          |
| 5.                       | Daniel Felipe Martínez   | Ineos Grenadiers         | + 1m10s                  |                          |
| 6.                       | Jai Hindley              | Team DSM                 | + 1m20s                  |                          |
| 7.                       | Tobias Foss              | Jumbo-Visma              | + 1m42s                  |                          |
| 8.                       | Harold Tejada            | Astana-Premier Tech      | + 2m56s                  |                          |
| 9.                       | Gino Mäder               | Bahrain Victorious       | + 2m58s                  |                          |
| 10.                      | João Almeida             | Deceuninck-Quick Step    | + 4m38s                  |                          |

### Classificação por equipas"Súper team"
| Classificação por equipes | Classificação por equipes | Classificação por equipes | Classificação por equipes |
| Equipe                    | Equipe                    | Tempo                     |                           |
| ------------------------- | ------------------------- | ------------------------- | ------------------------- |
| 1.                        | Bahrain Victorious        | 53h58m03s                 |                           |
| 2.                        | Ineos Grenadiers          | + 4s                      |                           |
| 3.                        | UAE Team Emirates         | + 13s                     |                           |
| 4.                        | Team BikeExchange         | + 50s                     |                           |
| 5.                        | EF Education-Nippo        | + 1m35s                   |                           |
| 6.                        | Trek-Segafredo            | + 2m18s                   |                           |
| 7.                        | Israel Start-Up Nation    | + 3m40s                   |                           |
| 8.                        | Deceuninck-Quick Step     | + 4m52s                   |                           |
| 9.                        | Jumbo-Visma               | + 5m16s                   |                           |
| 10.                       | Team DSM                  | + 5m25s                   |                           |

## Abandonos
- Mikel Landa por uma queda no trecho final da etapa.[1]